# Ekkehard Klug
Pour les articles homonymes, voir Klug.
Ekkehard Klug, né le 3 juin 1956 à Kiel, est un homme politique allemand qui appartient au Parti libéral-démocrate (FDP).
Élu député régional au Landtag du Schleswig-Holstein en 1992, il occupe pendant plus de quinze ans les fonctions de coordinateur ou président du groupe FDP, avant d'être nommé ministre de l'Éducation entre 2009 et 2012, dans la coalition noire-jaune de Peter Harry Carstensen.

## Formation et carrière
Après avoir passé son Abitur en 1974, puis accompli son service militaire de deux ans dans la Bundeswehr, il entame en 1976 des études supérieures d'histoire d'Europe de l'Est, d'histoire ancienne, d'histoire moderne et de philologie slave à l'université Christian Albrecht de Kiel. Il obtient son doctorat en 1983 et commence aussitôt à travailler comme associé de recherche à l'institut d'histoire d'Europe de l'Est de son université, accédant ensuite à un emploi d'assistant universitaire.
En 1991, il reçoit son habilitation à diriger des recherches et à enseigner dans le domaine de l'histoire d'Europe de l'Est. Il ne reçoit toutefois pas de chaire et travailler alors comme privatdozent au sein de son université.

## Vie politique

### Carrière militante
Adhérent du Parti libéral-démocrate (FDP) depuis 1973, il siège depuis 1988 au comité directeur régional du FDP dans le Schleswig-Holstein.

### Parcours institutionnel
Sa première élection au Landtag du Schleswig-Holstein a lieu lors des élections régionales de 1992. Il est aussitôt désigné coordinateur du groupe libéral, dont il prend la présidence en 1993. Il y renonce en 1996, retrouvant alors son poste de coordinateur parlementaire. Le 27 octobre 2009, Ekkehard Klug est nommé ministre de l'Éducation et de la Culture du Schleswig-Holstein dans la coalition noire-jaune dirigée par le Ministre-président chrétien-démocrate sortant Peter Harry Carstensen.
Il quitte le gouvernement le 12 juin 2012, après le retour au pouvoir des sociaux-démocrates.